# Sphingonotus petilocus
Sphingonotus petilocus är en insektsart som beskrevs av Huang, C. 1982. Sphingonotus petilocus ingår i släktet Sphingonotus och familjen gräshoppor. Inga underarter finns listade i Catalogue of Life.